# Bonne Mère (film)
Pour les articles homonymes, voir Bonne Mère.
Pour plus de détails, voir Fiche technique et Distribution.
Bonne Mère est un film français réalisé par Hafsia Herzi, sorti en 2021.

## Synopsis
Nora est une quinquagénaire veuve qui vit dans les quartiers nord de Marseille. Elle est femme de ménage à l'aéroport et aide à domicile pour subvenir aux besoins de ses enfants. Nora dévouée pour tout le monde est une mère courage. Elle rend souvent visite à Ellyes son fils qui est en prison pour un braquage. Sa fille est la maman célibataire d'une petite fille mais qui se laisse tenter par l'argent trop facilement gagné...

## Fiche technique
Sauf indication contraire, les informations mentionnées dans cette section peuvent être confirmées par la base de données cinématographiques IMDb,  présente dans la section « Liens externes ».
- Titre français : Bonne Mère
- Réalisation et scénario : Hafsia Herzi
- Photographie : Jérémie Attard
- Montage : Eric Armbruster et Camille Toubkis
- Son : Guilhem Domercq
- Musique : Remi Durel
- Pays d'origine : France
- Format : Couleurs - 35 mm - 2,35:1
- Genre : drame
- Durée : 99 minutes
- Dates de sortie :
  - France : 10 juillet 2021 (Festival de Cannes 2021), 21 juillet 2021 (sortie nationale)

## Distribution
- Halima Benhamed : Nora
- Sabrina Benhamed : Sabah
- Jawed Hannachi Herzi : Jawed
- Mourad Tahar Boussatha : Ellyes
- Malik Bouchenaf : Amir
- Justine Grégory : Muriel
- Maria Benhamed : Maria
- Denise Giullo : Vivianne
- Saaphyra : Ludivine
- Anissa Boubekeur : Anissa
- Noémie Casari : Coralie
- Waga Kodjinon Marthe Lobé : Atou
- Lila Allouche : Lila
- Jean-Marc Fiore : Marco
- Luigi Desimone : Luigi
- Sophie Garagnon : Virginie

## Sortie

### Accueil critique
En France, le site Allociné recense une moyenne des critiques presse de 3,7/5.

## Distinction

### Récompense
- Festival de Cannes 2021 : Prix d'Ensemble de la sélection Un certain regard[2].